# De dood van een marktkoopman
De dood van een marktkoopman is het vierde boek uit de reeks Grijpstra en De Gier, geschreven door Janwillem van de Wetering.
Het boek is uitgegeven in 1977 door Bruna.

## Verhaal
Tijdens de Nieuwmarktrellen wordt Age Rogge vermoord terwijl hij in zijn huis voor een raam staat, uitkijkend over de Rechtboomssloot. Het moordwapen is onbekend, laat staan gevonden. Een motief is ogenschijnlijk niet te ontdekken; de marktkoopman in kralen en wol is geliefd bij vele vrouwen en ook mannen verkeren graag in zijn nabijheid. Ondanks zijn onafhankelijke geest heeft hij een paar mensen met wie hij geregeld contact heeft. Zo zijn er twee mensen die bij hem in huis wonen, zijn zuster Esther en zijn zakenpartner, Louis Zilver. Verder zijn er nog Klaas Bezuur, geldschieter en voormalige boezemvriend, Cora Kops, een min of meer vaste vriendin, en Tilda van Andringa de Kempenaar, een freule van verarmde adel met een studiebeurs, maar wel handig met speciale mechaniekjes.
De Gier en Cardozo belanden als undercover-agenten op de Albert Cuyp. Grijpstra gaat met de commissaris op bezoek bij de contacten van Age en eet voor het eerst slakken. De ontmaskering van de dader gebeurt echter heel wat spectaculairder.